# The McPherson Tape
UFO Abduction (también conocida como The McPherson Tape) es una película estadounidense de ciencia ficción y terror de 1989, escrita, producida y dirigida por Dean Alioto. La película se centra en una familia aterrorizada por extraterrestres durante una celebración de cumpleaños.

## Concepto erróneo del título
Originalmente concebida como Abducción OVNI por Dean Alioto, la película ahora se reconoce más comúnmente como The McPherson Tape.

## Argumento
La película comienza con una breve introducción que afirma que la película es legítima y explica que es una de las pruebas más sólidas de vida extraterrestre.
La tarde del 8 de octubre de 1983, la familia Van Heese se reúne en las montañas de Connecticut para celebrar el cumpleaños de Michelle, de cinco años. La familia está formada por Ma Van Heese (Shirly McCalla), sus tres hijos Eric (Tommy Giavocchini), Jason (Patrick Kelley) y Michael (Dean Alioto), la esposa de Eric, Jamie (Christine Staples), su hija Michelle (Laura Tomas), y la novia de Jason, Renee (Stacey Shulman). Michael usa su cámara de mano para registrar los eventos de la noche, para diversión e irritación de su familia.
La tarde transcurre relativamente sin incidentes mientras la familia celebra; sin embargo, después de apagar brevemente las luces de las velas del cumpleaños de Michelle, descubren que no se volverán a encender. Eric, Jason y Michael inspeccionan el interruptor exterior y se sorprenden al ver una luz roja que pasa por encima. Curiosos, caminan hasta la propiedad vecina para investigar. Mientras caminan, revelan a través de su discusión que su madre se ha vuelto alcohólica desde la muerte de su padre, a pesar de sus intentos de ayudarla.
Los tres finalmente se encuentran con lo que parece ser una nave espacial extraterrestre en el bosque y se sorprenden al ver a tres diminutos extraterrestres parados afuera. Sin embargo, huyen después de que los extraterrestres notan sus luces. Al regresar a la casa, alertan a su familia, cierran las puertas y cargan escopetas, pero están divididos sobre si deben permanecer en la casa o irse. Ven más luces rojas a través de una ventana y teorizan que los extraterrestres pueden haberse ido. Después de calmarse, intentan continuar la fiesta, notando que todos sus relojes se han detenido.
Cuando la noche se hace tarde, concluyen las festividades y Eric y su familia intentan irse. Poco después, Jason y Michael se topan con uno de los dibujos de Michelle, que se parece a uno de los extraterrestres que vieron en el bosque. Se apresuran a que Eric y su familia regresen al interior y se aterrorizan cuando los extraterrestres intentan entrar a la casa a través de las ventanas y la chimenea. Eric logra disparar y aparentemente matar a uno después de escucharlo en el techo, lo que parece disuadir a los extraterrestres de realizar más intentos. Lleva el cuerpo del extraterrestre al interior y lo coloca en una habitación trasera, a pesar de las protestas de los demás.
Después de debatir, Eric y Jason planean recuperar la camioneta de Eric y llevarla por la puerta principal para que la familia pueda escapar. No regresan, por lo que los demás van tras ellos pero sólo encuentran el camión vacío y sus escopetas. Huyen de regreso a la casa, arrastrando a un Jamie histérico. En el interior, llegan a la esperanzada conclusión de que Eric y Jason deben haber ido en busca de ayuda e intentan entretenerse jugando a las cartas. Poco después, impiden por poco que Renee y Ma abran la puerta principal en intentos separados. Ambos no recuerdan el incidente y afirman que escucharon una voz en su cabeza que les decía que abrieran la puerta. Michael también descubre que el cuerpo del extraterrestre ha desaparecido y que la puerta trasera está abierta. Después de asegurar la casa una vez más y encender la radio para bloquear las voces, los demás finalmente convencen a Michael de que deje la cámara y reanude el juego de cartas. Desde su posición al otro lado de la habitación, la cámara de grabación falla violentamente y graba a los tres extraterrestres que emergen de la habitación trasera. La cinta termina cuando los extraterrestres se acercan a la familia inconsciente.
La película afirma que aún se desconoce el paradero de los Van Hees y que los espectadores deben ponerse en contacto con los productores si tienen alguna información.

## Protagonistas
La familia Van Heese y los extraterrestres:
- Tommy Giavocchini como Eric Van Heese
- Patrick Kelley como Jason Van Heese
- Shirly McCalla como Ma Van Heese
- Stacey Shulman como Renée Reynolds
- Christine Staples como Jamie Van Heese
- Laura Tomas como Michelle Van Heese (la cumpleañera)
- Dean Alioto como Michael Van Heese (director de fotografía)
- Ginny Kleker como Alien 1
- Kay Parten como Alien 2
- Rose Schneider como Alien 3

## Producción
UFO Abduction fue escrita, dirigida, filmada y producida por Dean Alioto, a través de IndieSyndicate Productions. La película se presenta como metraje encontrado y retrata las grabaciones finales y el último paradero conocido de una familia de Connecticut llamada Van Heeses justo antes de ser secuestrados por extraterrestres. Dean Alioto produjo la película sin presupuesto utilizando 6.500 dólares de la empresa IndieSyndicate Productions.

## Lanzamiento, recepción y legado
UFO Abduction tuvo un lanzamiento limitado a través de Axiom Films. Diseñada para que parezca una grabación de vídeo casera genuina de 1983, la película muestra la abducción extraterrestre de una familia de Connecticut mientras celebran el quinto cumpleaños de su pariente. Los materiales de UFO Abduction fueron destruidos en un incendio en el almacén de la empresa distribuidora, lo que impidió la difusión generalizada de la película en vídeo.
Antes de la nueva versión, una década después, las críticas comunes a la película original incluían la calidad del sonido, los efectos visuales y la estética de bajo nivel.
En 2018, la película se lanzó oficialmente por primera vez en DVD y descarga digital a través del director. Fue relanzado en 2020 por AGFA en Blu-ray con una nueva transferencia mejorada de la cinta original, presuntamente perdida, de 3/4". El lanzamiento también incluye la versión de la película del director de 2017, como así como una pista de comentarios del director.

## Remake
Dean Alioto y Paul Chitlik rehicieron UFO Abduction en 1998, con un presupuesto mucho mayor y actores profesionales, bajo el título original The McPherson Tape, que fue cambiado por los ejecutivos de la cadena a Alien Abduction: Incident in Lake County.